# Грот, Наталья Петровна
Ната́лья Петро́вна Грот, урождённая Семёнова (1825 — 1899) —  русская писательница, журналистка, публицист, переводчица, художница. Сестра государственного деятеля и учёного Петра Петровича Семёнова-Тян-Шанского и писателя Николая Петровича Семёнова.

## Биография
Родилась в сельце Рязанка, возле Урусово Раненбургского уезда Рязанской губернии 2 (14) ноября 1825 года — владении её отца, героя Отечественной войны 1812 года писателя-драматурга Петра Николаевича Семёнова (1791—1832), который, выйдя в отставку, женился на Александре Петровне Бланк (1801—1847), внучке известного московского архитектора Карла Бланка (1728—1793). Дед, Николай Петрович Семёнов, секунд-майор, был участником Суворовских кампаний. Бабушка, Мария Петровна, урожденная Бунина, была родной сестрой писательницы Анны Петровны Буниной.
В трёхлетнем возрасте под руководством бабушки, Марии Петровны, освоила азбуку, а в пять лет уже читала. В это же время её отец взял в семью Ольгу Корсакову, племянницу поэта Милонова. К шести годам Наталья Петровна читала на двух языках, а через год с помощью немки гувернантки начала учить немецкий. Для детей был нанят гимназист в качестве учителя, Иван Матвеевич Муромцев, который обучал их грамматике, арифметике. Взрослые активно участвовали в воспитании детей, помогали изучать географию и отечественную историю. В доме было постоянно много родственников, которые приезжали в гости и на праздники.
После смерти отца, в 1834 году, когда здоровье деда было подорвано, а мать впала в депрессию, Мария Петровна Семёнова — бабушка Натальи Петровны, уговорила последнюю переехать в Москву, где поселились у дяди, двоюродного брата матери, Алексея Михайловича Замятина (бабушка с дедушкой в это же время уехали к своему второму сыну Николаю Николаевичу Семёнову, который в то время был директором Рязанской губернской мужской гимназии). Детям наняли учителей. Летом семья отправлялась в деревню, в Рязанку. В Москве у семьи был широкий круг общения, дети были знакомы и дружны с детьми Толстыми: Лизой, Всеволодом и Дмитрием.

В 1836 году семья переехала в Санкт-Петербург для определения старшего сына в Царскосельский лицей. В это время здоровье матери сильно пошатнулось, и дети были практически предоставлены сами себе, лишь два раза в неделю к ним приходил учитель английского. В это время в доме царила разруха, без направляющей руки слуги своевольничали, пили и не выполняли своих обязанностей. Зачастую дети сидели голодные. Утешением служили книги. Круг общения сильно сузился, и гости в доме были редки. Однако иногда мать с детьми выходила в свет. Осенью того же года на обеде у младшего брата отца, В. Н. Семёнова, увидела А. С. Пушкина:
Всего памятнее для меня был обед, данный дядей Пушкину как лицейскому товарищу своему. Это был единственный раз в жизни, когда я видела Пушкина. Его курчавые волосы, живая речь и весёлый смех очень сильно запечатлелись в моей памяти.
Летом семья также выезжала в деревню. К этому времени Наталья Петровна прочла много книг русской классической прозы и поэзии.
В 1838 году поступила учиться в Екатерининский институт в Петербурге. Не смотря на отсутствие систематических занятий последние два года, была признана первой ученицей своего класса, имела познания в литературе, географии, истории и выражалась на трех языках. Здесь она увлеклась рисованием, освоила технику акварельного рисунка и пастели, занималась копированием масляных картин. Обучение в институте заняло шесть лет. Летом девочки постоянно находились на улице, в то время как зимой их почти не выпускали гулять. Часто в институт привозили иностранных принцев и разных знаменитостей, для них устраивались представления из лучших учениц.

В 1841 году, когда в здании института был затеян ремонт, большинство учениц было распущено по домам, а лучших двадцать пять девочек перевезли в Петергоф, где над ними взял шефство принц Петр Георгиевич Ольденбургский. Наталья Петровна так вспоминала об этом времени:
Добрейший принц Петр Георгиевич взял нас на своё попечение и это время было для меня каким-то волшебным сном после трехлетнего заключения. Впервые в жизни я попала на пароход и увидела море и окрестности Петербурга, из которых до тех пор известно мне было только одно Царское Село.
В 1844 году с блеском сдала экзамены и окончила обучение. Награду девочкам вручала сама императрица. На этом торжестве Наталья Петровна сильно расчувствовалась, чем тронула императрицу, и та решила поучаствовать в её судьбе, определив ей право занятия места фрейлины при малом дворе. Однако девочка сильно рвалась к больной матери, и во время посещения императрицей института отпросилась жить у дяди, Михаила Николаевича Семёнова, отставного полковника Измайловского полка, женой которого была княжна Волконская. Имение находилось в селе Архангельском, где в выстроенной дядей церкви писал образа сам Майков. Там Наталья Петровна посвящала себя чтению, помогала воспитывать младших детей. Летом скопив немного денег через брата приобрела акварельные краски и писала портреты родных. Поддавшись влиянию тёти, стала читать романы на иностранных языках, в том числе Жорж Санд.
В конце 1846 года вместе с родственниками переехала в Москву. В московской рисовальной школе посоветовалась с художниками, чтобы продолжить совершенствовать своё художественное мастерство, писала с натуры, гипса.
В начале 1847 года Наталья Петровна наконец увидела больную мать после стольких лет разлуки. Последняя еще была в уме и самостоятельно передвигалась. Дочь тут же переехала к матери, и забросив обучение живописи, посвящала свое время ей. В середине марта, когда из Петербурга приехал брат Натальи Петровны, мать окончательно слегла, а 13-го апреля умерла на руках у дочери. Похоронили её рядом с отцом. По дороге к последнему пристанищу покойной, Наталья Петровна сильно заболела и не могла оправиться вплоть до зимы. В конце года родственники увезли Наталью Петровну обратно в Москву. Через знакомых встретилась с известным портретистом Карлом Лашем и брала у него два раза в неделю уроки живописи. Имела также знакомство с его братом по отцу, Вильгельмом Тиммом, который также преподавал ей уроки академического рисунка. К весне самостоятельно писала портреты с натуры. Летом проживала в опустевшем доме бабушки, матери её отца, иногда навещаемая родственниками, например, Буниным И. П. В том же году была решена судьба наследства между детьми, и каждый стал независимым от опекунов в материальном плане.
Осенью 1848 года Наталья Петровна вернулась в Москву, продолжала заниматься живописью с Карлом Лашем, написала несколько портретов родных. Весной 1849 года была приглашена самой императрицей, Александрой Федоровной, на костюмированный бал Закревского в Дворянском собрании.
В 1849 году, живя в Петербурге у родственников, семействе Гирс, она встретила на одном из музыкальных вечеров будущего мужа, профессора-филолога Якова Карловича Грота, который через несколько дней сделал ей предложение; венчание состоялось 24 февраля 1850 года в петербургской Владимирской в придворных слободах церкви. Весь свадебный туалет был прислан императрицей. Сразу после этого события Наталья Петровна с мужем уехала к свекрови в Гельсингфорс на три года. Там у них родился первенец, сын Николай. В 1853 году мужу предложили место преподавателя в Царскосельском лицее и семья переехала в Петербург.
Литературную деятельность начала в детском журнале Ишимовой «Лучи». Затем помещала в 1850—1870-х годах свои статьи (под псевдонимами: Русская женщина, Наталья Гр. и Н. Г.) преимущественно по педагогическим, общественным и литературным вопросам в «Журнале для Воспитания» Чумикова (1858—1859), «Московские ведомости», «Санкт-Петербургские ведомости» В. Корша, «Журнале Министерства народного просвещения» и других изданиях. Особенно её волновал злободневный вопрос о роли женщины в обществе, писала она и для детей.
В конце 1880-х начала писать мемуары, которые позже были изданы под заглавием «Из семейной хроники. Воспоминания для детей и внуков», но описала события лишь до 1853 года. Окончить этот труд помешала смерть мужа. После этого события посвятила себя подготовке его работ к изданию. Через шесть лет смерть старшего сына окончательно поставила крест на здоровье Натальи Петровны и её замыслу завершить мемуары.
Умерла 2 (14) августа 1899 года; похоронена в Петербурге на кладбище Воскресенского Новодевичьего монастыря, рядом с мужем (Средняя часть, дор. 6, уч. 41).

## Семья
В 1850 году вышла замуж за Я. К. Грота. У них родились четыре сына и три дочери: 
- Николай (1852—1899)
- Константин (1853—1934)
- Александр (1856—1857)
- Мария (1858—1872)
- Наталия (1860—1918)
- Елизавета (1863—1932)[10]
- Яков (1869—1874)